# Château du Petit-Serrant
Le château du Petit-Serrant est un château situé à Bouchemaine, en France.

## Localisation
Le château est situé dans le département français de Maine-et-Loire, sur la commune de Bouchemaine.

## Historique
L'édifice est inscrit au titre des monuments historiques en 1989.